# プテラポゴン・カウデルニィー
プテラポゴン・カウデルニィー あるいはプテラポゴン・カウデルニイ（天川天竺鯛、Pterapogon kauderni、英: Banggai cardinalfish）は、スズキ目スズキ亜目テンジクダイ科プテラポゴン属に属する魚類。和名はアマノガワテンジクダイである。

## 分布・生息域
東南アジア方面の太平洋 、バンガイ諸島やインドネシアにのみ生息する、比較的近年発見された新しい種である。主にサンゴ礁域に生息する。繁殖期は、縄張りを作りやすい枝サンゴの間など障害物の周りに集まる。日本での観察記録は無い。しかし、多くのダイバーの他、観賞用の場合でも学名である「プテラポゴン・カウデルニィー」の名で知れ渡っている。本種の英名である「バンガイ・カージナルフィッシュ」はあまり知られていない。このプテラポゴン属は本種の他にもう1種いることが解かっている。しかし、本属の中で最も有名なのが本種であり、代表的な種と言える。
西太平洋から東インド洋のサンゴ礁域では比較的見られるようだが、近年観賞用として人気があり、乱獲されているため生息地では数が減少している。また、近年付近の急速な開発などによってサンゴが死滅したり、温暖化で生息地全体が影響を受けて数が減少しているという情報も伝えられている。
生息地では乱獲により個体数が減少して絶滅危惧種だが、繁殖力は比較的あるようで、持ち出されて他地域（スリランカ、マレーシアなど）に棲み付いている個体が確認されている。持ち出された理由として挙げられるのは、(1)観賞目的での輸出・養殖のため、(2)海流の変化によるもの、(3)スマトラ沖地震の大津波の影響、(4)海域全体の変化などが挙げられてきたが、中でも最も可能性があるのは人的要因であり、観賞用の捕獲が個体数減少の主な要因だと現在は考えられている。本種を保護する場合、周辺諸国が協力する必要があるが、多くの国が入り混じる複雑な地域であるゆえ、厳しい。また、近年領土問題が起きる等して緊張状態の中、この海域の保護は一層難しさを増している。

## 形態・生態
最大全長8.0cm、平均的な全長は5.0cm。夜行性であるが昼間はサンゴの間を群れて漂っている。体色は尾鰭が2つに分かれる。鰭や色彩、特に白いスポットの入る水玉模様が特徴でかなり複雑な模様である。テンジクダイ科は地味な体色の仲間が多いが、本種はたいへん美しい体色である。また、特徴的な体色と姿で人気があり、観賞魚店ではテンジクダイ科のなかで良く目にする種である。本種も口内保育いわゆるマウスブルーダー（親魚が受精卵を孵化するまで口にくわえて保護する）である。そのため、夏場繁殖期はペアーで群れからはずれ縄張りを作る。卵の保護は基本、雄が行う。繁殖後雌は餌を捕食後また別の雄とペアーを組み繁殖をする。卵は孵化まで1週間掛かり、その間雄は何も口にしない。雄と雌の見分け方は、繁殖期は雌は腹に卵があると丸い体型をしているが、本種は雄も雌も姿に変化が無く見た目では判断できない。

## 人との関わり

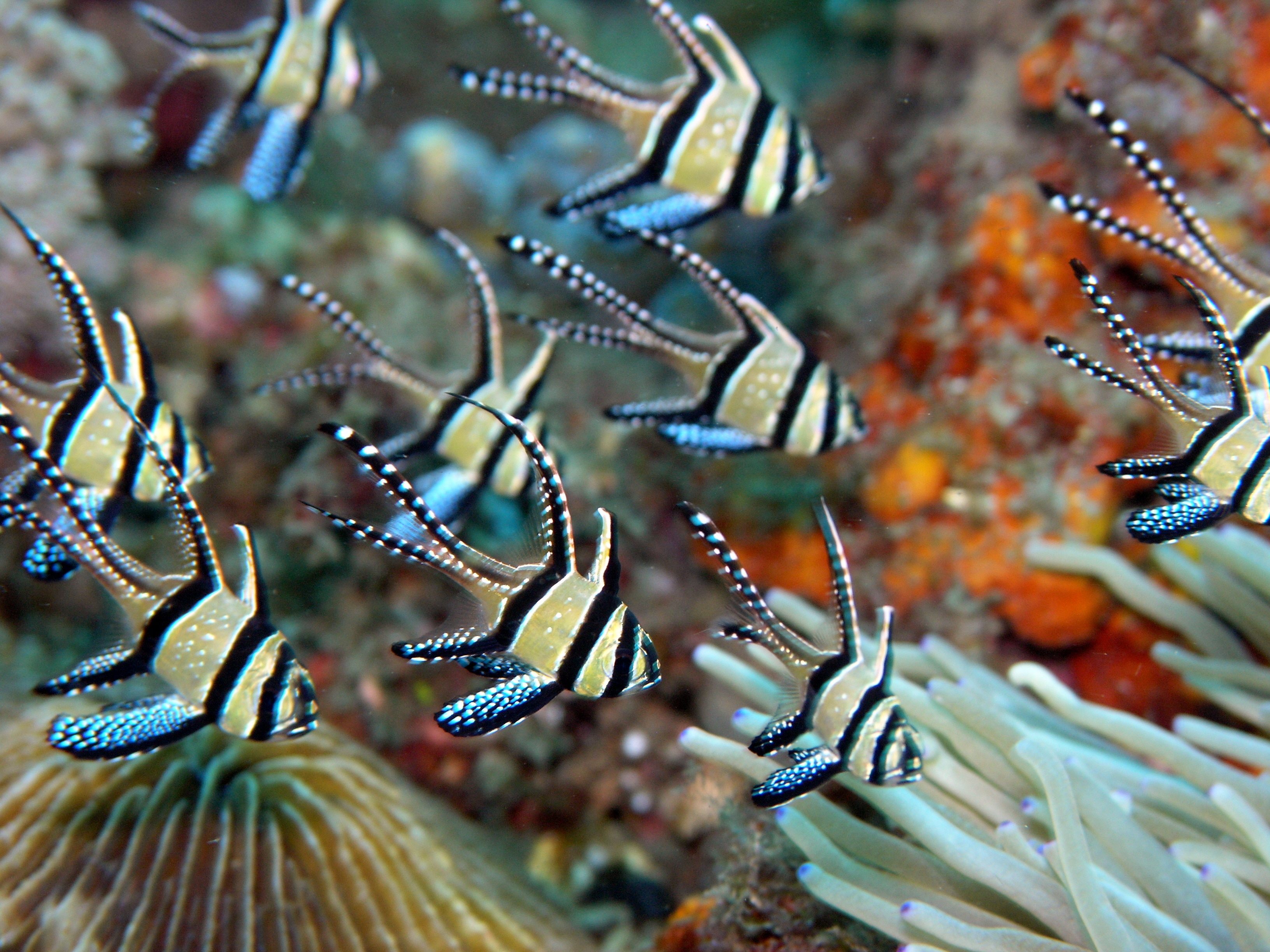
インドネシアのレンベ海峡で、2006年撮影

食用としては流通しない。主にダイバーなど、ダイビングやシュノーケリングの時にみることができた。飼育用としてインドネシアでの捕獲個体が世界的に流通しているが、流通し始めた1990年代半ば以降、野生の生息数の90％が捕獲されてしまい、絶滅の危機に瀕している。生息数は現在も減少し続けており、観賞用輸入数トップのアメリカでは2016年に絶滅危惧種に指定された。インドネシアでの保護は果たされておらず、かつて生息していたいくつかの場所では完全に絶滅し、残っている個体群も小さく断片的なものとなっている。